# Symbrenthia javanus
Symbrenthia javanus är en fjärilsart som beskrevs av Otto Staudinger 1896. Symbrenthia javanus ingår i släktet Symbrenthia och familjen praktfjärilar. Inga underarter finns listade i Catalogue of Life.